# Феррони, Виктор Энрикович
Виктор Энрикович Феррони (1 сентября 1938 — 24 мая 2020, Москва, Россия) — цирковой акробат-прыгун, клоун, жонглёр, музыкальный эксцентрик, сын Энрико Орациевича Феррони.

## Биография
Вышел впервые на манеж цирка в шестилетнем возрасте. В 1958 году окончил Государственное училище циркового и эстрадного искусства (ГУЦЭИ). После обучения первое время исполнял номер «Жонглёры-каскадёры» вместе с партнёрами, в дальнейшем выступал вместе со своим отцом в качестве дуэта «Энрико и Виктор Феррони». С 1972 работал вместе с его женой Таисой Саввиной.
В 1988-м Виктор последним из всех клоунов династии Феррони оставил манеж и пошёл преподавать в ГУЦЭИ, где проработал более 15 лет.